# Équipe de République fédérale de Yougoslavie féminine de volley-ball

L'équipe de République fédérale de Yougoslavie féminine de volley-ball était composée des meilleures joueuses yougoslaves de volley-ball. Elle est l'héritière de l'équipe de Yougoslavie avant 1990.

## Palmarès et parcours

### Parcours

#### Jeux Olympiques
| - 1992 : Non qualifiée - 1996 : Non qualifiée - 2000 : Non qualifiée |

#### Championnats du monde
| - 1994 : Non qualifiée - 1998 : Non qualifiée - 2002 : Non qualifiée |

#### Grand Prix mondial
| - 1993 : Non participant - 1994 : Non participant - 1995 : Non participant - 1996 : Non participant - 1997 : Non participant - 1998 : Non participant - 1999 : Non participant - 2000 : Non participant - 2001 : Non participant - 2002 : Non participant |

#### Championnat d'Europe
| - 1991 : 12e - 1993 : Non qualifiée - 1995 : Non qualifiée - 1997 : Non qualifiée - 1999 : Non qualifiée - 2001 : Non qualifiée |

#### World Grand Champions Cup
| - 1993 : Non qualifié - 1997 : Non qualifié - 2001 : Non qualifié |